# Xihe (Göttin)
Xihe (chinesisch 羲和, Pinyin Xīhé, W.-G. Hsi-ho) war eine Sonnen- und Kalendergöttin der chinesischen Mythologie. Sie war die Mutter von zehn Sonnen, die die Form von dreibeinigen Krähen hatten und auf einem Maulbeerbaum namens Fusang im Ostmeer lebten. An jedem Tag der traditionellen Zehntagesperiode (旬) hatte eine der Sonnenkrähen den Wagen von Xihe einmal um die Welt zu ziehen.

## Legende

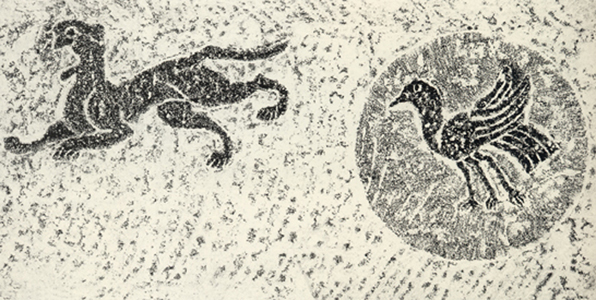
Dreibeinige Sonnenkrähe (Darstellung aus der Han-Dynastie)

In China wird die Sonne seit etwa 5000 v. Chr. durch diverse Vögel symbolisiert, sie fliegt sozusagen mit der Kraft der Flügel über den Himmel. Entsprechende Darstellungen finden sich auf einem Knochendolch der Hemudu-Kultur und auf einem Buntkeramik-Gefäß der Yangshao-Kultur.
Die früheste Erwähnung von Xihe findet sich in dem politischen Gedicht Lisao von Qu Yuan (340–278 v. Chr.) in den Chuci bzw. Elegien aus Chu. Dort heißt es: „Ich fordere Xihe auf, (mit ihrem Sonnenwagen) langsam zu fahren; selbst wenn sie die Westberge bereits vor Augen hat, soll sie sich nicht beeilen, sie zu erreichen.“
Im Shanhaijing, Kapitel 15 (Klassiker der Großen Wildnis: Süden), gibt es eine ausführlichere Beschreibung der Göttin. Dort heißt es, dass sich jenseits des Ostchinesischen Meers das Reich von Xihe befindet, einer der beiden Ehefrauen des himmlischen Kaisers Jun (帝俊), dem sie zehn Sonnen gebar.
In dem daoistischen Klassiker Huainanzi von Liu An (劉安; 180–122 v. Chr.) wird in Kapitel 8 (Von der fundamentalen Verkettung) die Legende von dem Bogenschützen Houyi (后羿) erzählt, dem Ehemann der späteren Mondgöttin Chang’e.
Die zehn Sonnen hatten die Form von dreibeinigen Krähen (三足乌), jeden Tag musste eine andere von ihnen den Wagen ihrer Mutter über den Himmel ziehen. Eines Tages flogen jedoch alle zehn Sonnenkrähen auf einmal los, was zu einer Dürrekatastrophe führte. Urkaiser Yao beauftragte Houyi, die Sonnenkrähen zu erschießen. Houyi tötete neun von ihnen. Von da an lebte das Volk in Frieden.
Einige Jahrhunderte später änderte sich Xihes Rolle. Von der Mutter der Sonnen bzw. der einen überlebenden Sonne wurde nun sie selbst zum Symbol für die Sonne, eine Sonnengöttin im klassischen Sinn. In dem alchemistischen Werk Der Meister, der die Einfachheit umschließt (抱朴子) von Ge Hong (280–340) wird „Xihe“ als Synonym für „Sonne“ verwendet, ebenso wie in dem von Fan Ye (398–445) auf der Basis älterer Quellen kompilierten Hou Hanshu, einem Geschichtswerk zur Späteren Han-Dynastie (25–220). Die Legende von der Göttin, die den Sonnenwagen fährt (日御) wird auch in der Anfang 728 vollendeten Enzyklopädie Chuxue Ji (初学记) kolportiert, dort aber bereits als zu erläuternde Vorstellung früherer Generationen. In dieser tangzeitlichen Version wird der Wagen Xihes von sechs hornlosen Drachen (螭) gezogen, an jedem Tag der Sechstagewoche ein anderer.

### Xi und He
Einer anderen Überlieferung zufolge waren Xi und He zwei Hofastronomen der Xia-Dynastie. Sie sollen hingerichtet worden sein, weil sie es versäumt hatten, eine Sonnenfinsternis vorherzusagen.

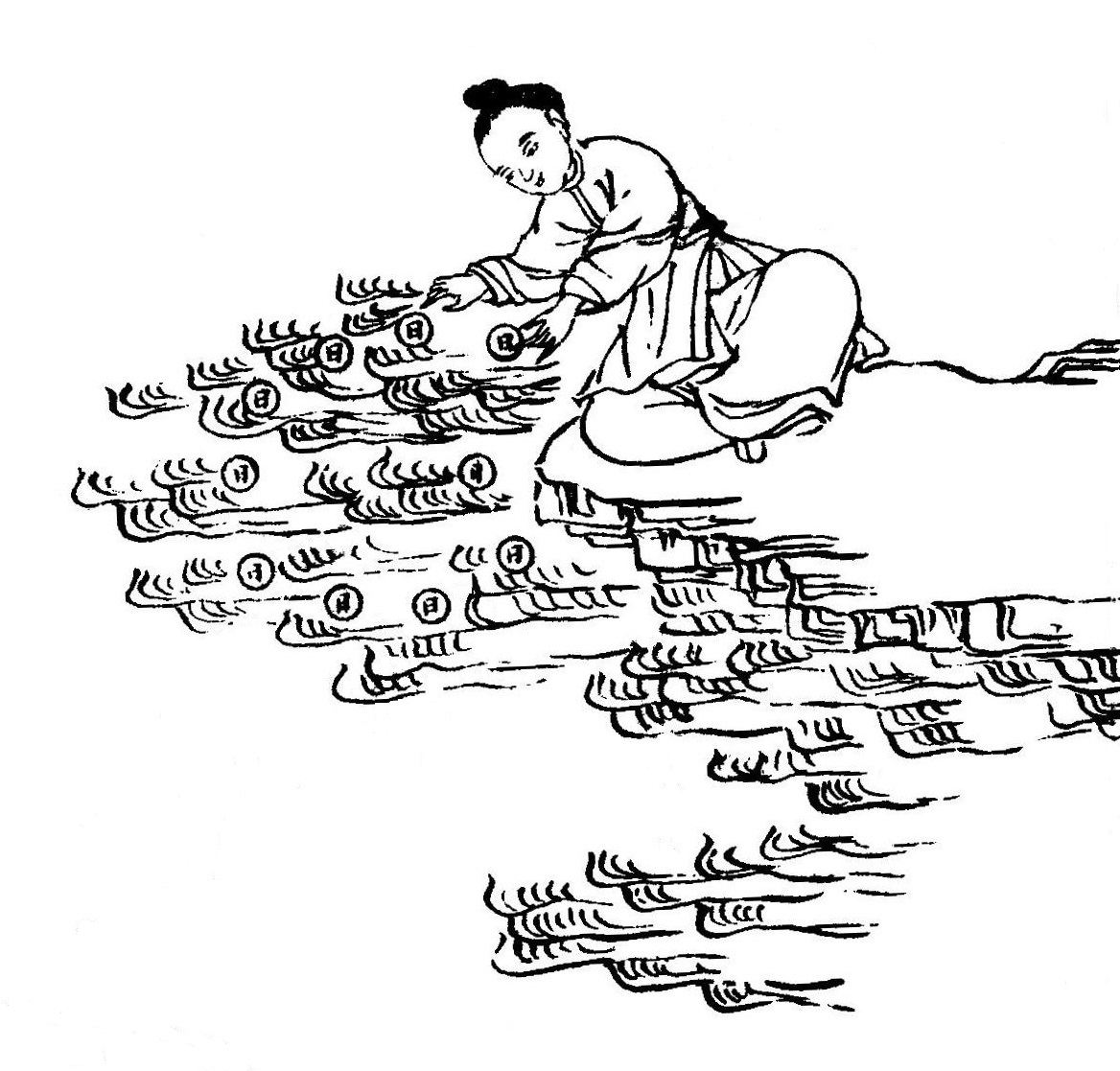
Xihe mit zehn Sonnen
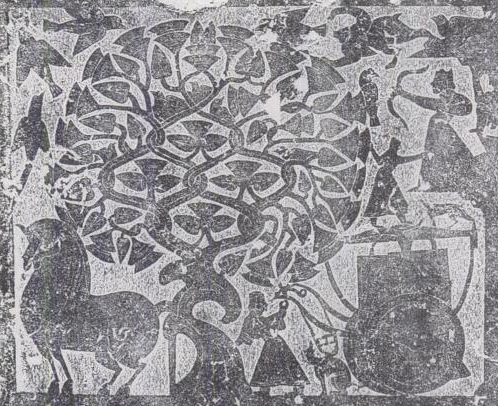
Houyi tötet neun Sonnen
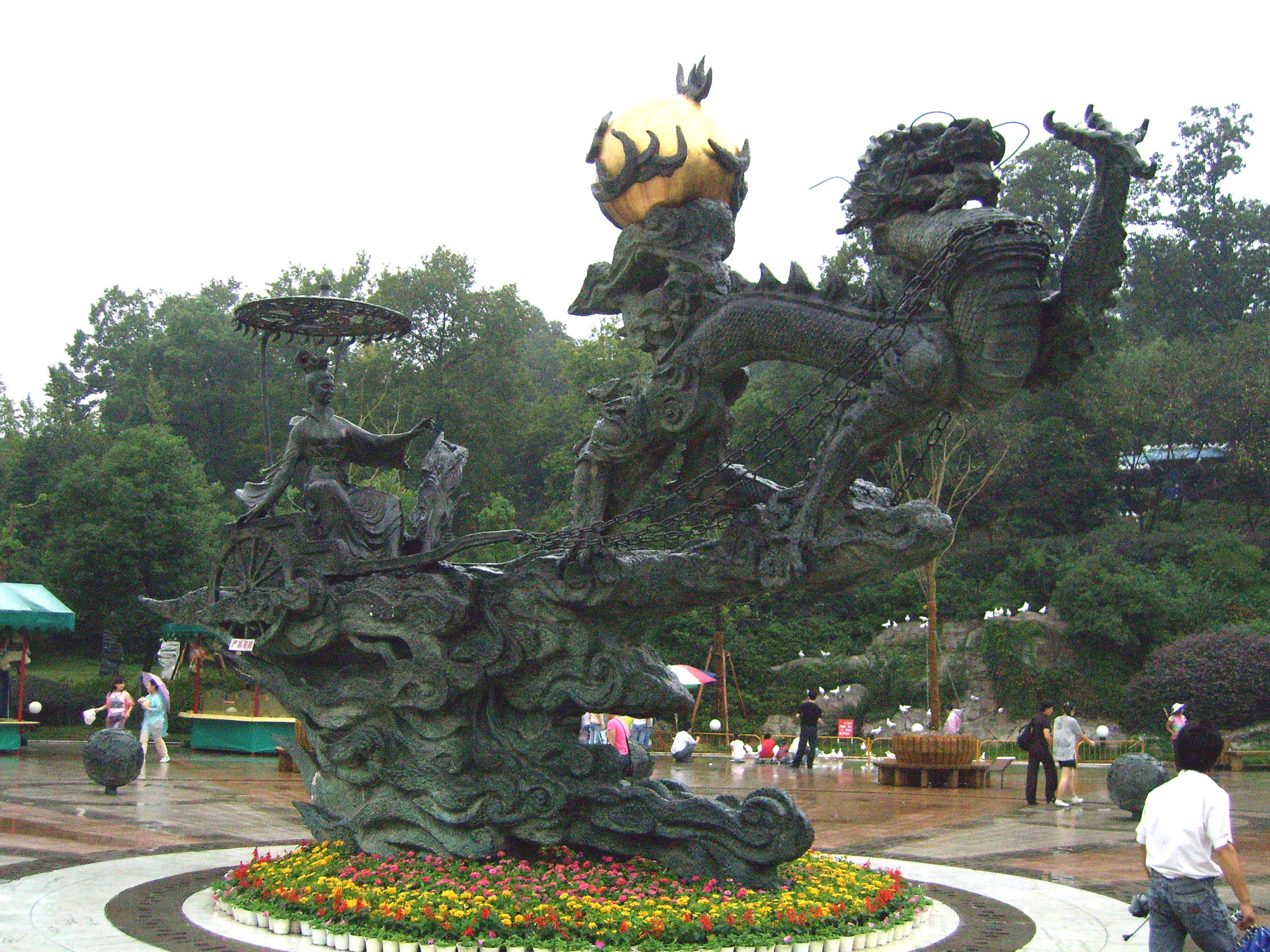
Xihe mit Drachenwagen

## Heutige Bedeutung
Xihe taucht zwar auch später immer wieder in den Legenden um Houyi und Chang’e auf, hat aber keinerlei religiöse Bedeutung mehr. Sie hat keine Tempel, ihr wird nicht geopfert, sie wird nicht über Orakel um Rat gefragt. Im Oktober 2021 wurde jedoch Chinas erstes orbitales Sonnenobservatorium, das bislang nur unter dem Akronym CHASE (für Chinese Hα Solar Explorer) bekannt war, nach Xihe benannt.
Die Zehntagesperiode des antiken Sonnenkalenders wird bis heute für approximative Zeitangaben verwendet. 上旬 (wörtl. „während der ersten zehn Tage des Monats“) bedeutet „Anfang des Monats“, 中旬 (wörtl. „während der mittleren zehn Tage des Monats“) bedeutet „Mitte des Monats“, und 下旬 (wörtl. „während der letzten zehn Tage des Monats“) bedeutet „Ende des Monats“.